# II Liceum Ogólnokształcące im. Królowej Jadwigi w Pabianicach

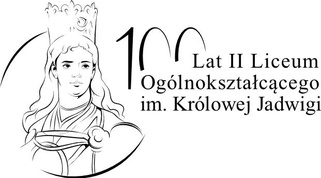
Logo 100-lecie II LO w Pabianicach

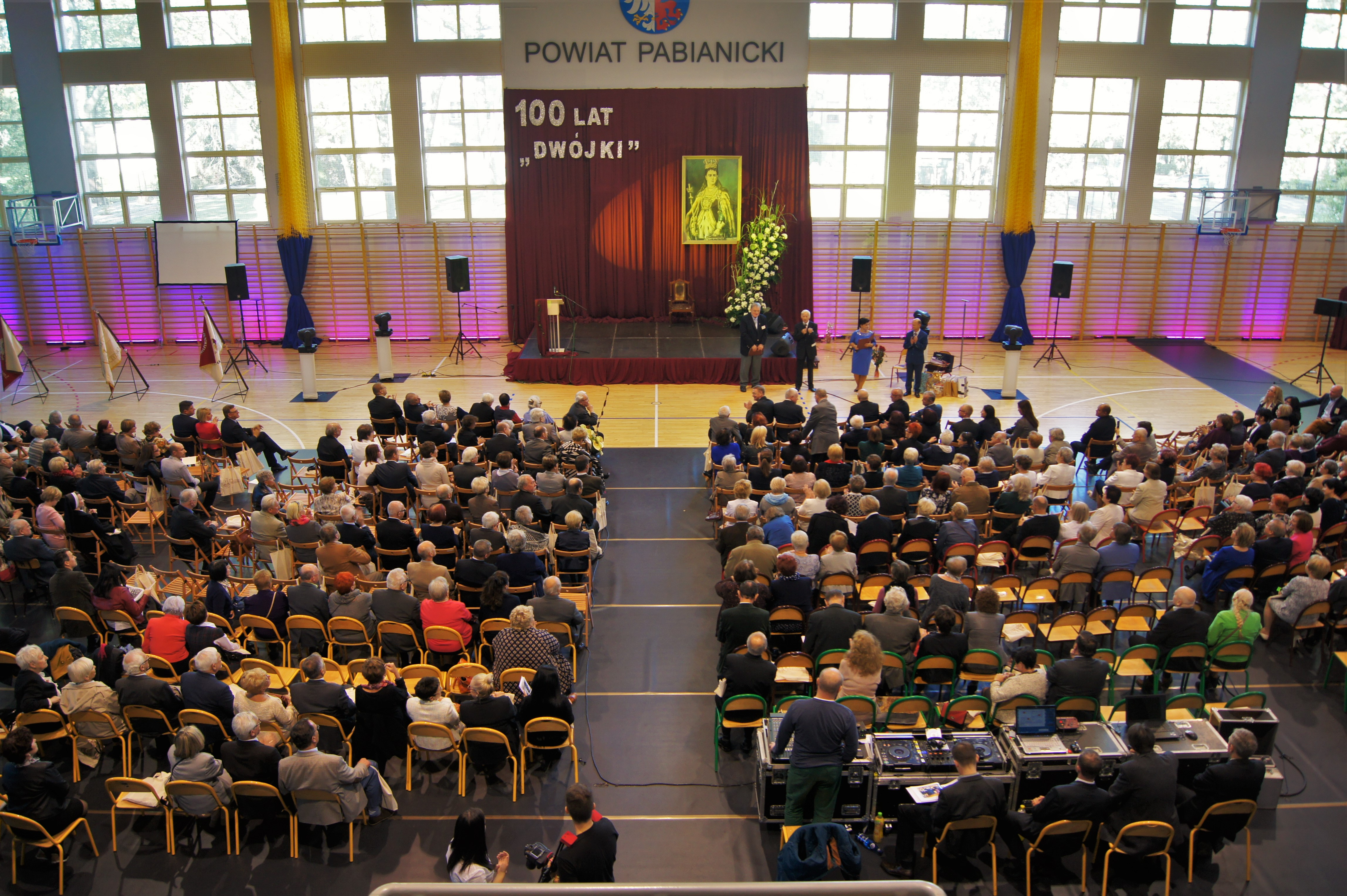
Obchody stulecia szkoły – październik 2015

II Liceum Ogólnokształcące im. Królowej Jadwigi w Pabianicach (dawniej: Gimnazjum Państwowe im. Królowej Jadwigi) – liceum ogólnokształcące znajdujące się w Pabianicach przy ulicy Pułaskiego 29.

## Historia
Szkoła została założona w 1915 roku przez Józefę Jędrychowską. Początkowo było to prywatne siedmioklasowe gimnazjum. W 1918 roku szkołę upaństwowiono i nadano jej imię Królowej Jadwigi. Obecny gmach szkoły powstał w 1923 roku. Nauka w placówce była prowadzona nieprzerwanie do wybuchu II wojny światowej, kiedy to została zamknięta przez niemieckiego okupanta. Działalność kontynuowano po zakończeniu działań zbrojnych. W 1969 patronem szkoły ogłoszono Stanisława Wyspiańskiego, a obecny patron, Królowa Jadwiga, został przywrócony w 1990 roku. Obecnym dyrektorem (od 2006 roku) jest Krzysztof Zajda. W 2015 roku liceum obchodziło swoje stulecie.

## Absolwenci
Wybrani wybitni absolwenci II Liceum Ogólnokształcącego w Pabianicach:
- Bogumił Bereś – wybitny konstruktor lotniczy
- Jan Berner – profesor nauk medycznych, prezydent Pabianic
- dr hab. inż. Sławomir Denus – dyrektor IFPiLM
- Andrzej Duda – profesor nauk chemicznych
- Krzysztof Kocel – doktor nauk prawnych, Stały Przedstawiciel RP przy UNESCO
- Grzegorz Mackiewicz – prezydent Pabianic
- Krzysztof Habura – poseł na Sejm X Kadencji, starosta powiatu pabianickiego w latach (2006-2023)